# Joan Josep Amengual
Joan Josep Amengual i Reus (* 1796 in Manacor, Mallorca; † 1876 in Binissalem, Mallorca) war ein katalanischer Schriftsteller, Rechtsanwalt und Philologe.

## Leben
Amengual studierte Rechtswissenschaft sowie Sprach- und Literaturwissenschaft an der Universität von Mallorca. 1817 schrieb er seine Dissertation (Doktorarbeit) und veröffentlichte diese in Buchform. 1822 wurde er zum Bürgermeister der Gemeinde Binissalem gewählt. In dieser Zeit verfasste er zahlreiche Schriften zur Geschichte der Balearen und der Bedeutung der Landwirtschaft.
Bekannt wurde er durch seine Werke zur Grammatik der mallorquinischen Sprache. 1835 erschien die erste Ausgabe, 1872 die zweite erweiterte Auflage der Gramática de la lengua mallorquina. Zwischen 1858 und 1878 entstand sein umfangreiches Wörterbuch Nuevo diccionario mallorquín – castellano - latín, das noch heute einen besonderen enzyklopädischen Wert besitzt und das Ziel hatte, die Vielfalt der mallorquinischen Dialekte zu erhalten und weiterzugeben.
Inspiriert von Félix María Samaniego schrieb er auch Gedichte und Fabeln wie zum Beispiel: Caçada de sa cova de Coanegra, in diesen Arbeiten spiegelt sich die Poesie von Samaniego wider.

## Werke
- (1835) Gramatica de la lengua mallorquina, Hrsg. D.J. Guasp y Pascual, Palma.
- (1858) Nuevo diccionario mallorquín-castellano-latín, Hrsg. J. Colomar, Palma.